# Елфриде Шолц
Елфриде Мария Шолц (на немски: Elfriede Maria Scholz), родена Ремарк (25 март 1903 г. в Оснабрюк – 16 декември 1943 г., затвор Берлин-Плотцензее) е немски майстор шивач, която става жертва на националсоциализма през 1943 г.

## Биография
Елфриде Ремарк е родена – пет години след брат си, който по-късно става световноизвестният писател Ерих Мария Ремарк – като най-малкото от четирите деца на книговезеца Петер Франц Ремарк (1867 – 1954) и Анна Мария Ремарк, родена Сталкнехт (1871 – 1917). Като дете често боледува. Тя е парализирана в продължение на две години поради липса на червени кръвни клетки и слаби кости.
Въпреки това тя завършва чиракуване като шивач. Има незаконна дъщеря, родена през 1923 г., която умира няколко месеца по-късно от сърдечна недостатъчност. Когато тя пристига в Дрезден през тогавашния моден метрополис Лайпциг през 1926 г. и Берлин, където се установява през 1929 г. като самонаета шивачка и през 1941 г. се омъжва за музиканта Хайнц Шолц, който служи във флота.
Подобно на брат си, тя е твърд противник на нацистите. Изявление, направено пред клиент, че войната все пак е загубена, довежда до нейния арест, след като капитан Ханс-Юрген Рицел я осъжда и докладва на Гестапо за „антидържавни изявления“. През октомври 1943 г. тя е осъдена на смърт от Народния съд в Берлин, председателстван от Роланд Фрайслер, за подкопаване на военната сила. В преценката си Фрайслер трябва изрично да се позовава на нейния брат-пацифист и възкликва по време на процеса: „Брат ти ни избяга, ти няма да ни избягаш.“
Присъдата е изпълнена на 16 декември 1943 г. в мястото за екзекуции на затвора Берлин-Пльоцензее чрез обезглавяване с гилотина. След екзекуцията тялото е прехвърлено на анатома Херман Стиве, който го използва за изследване на това как действа менструалното кървене. Анатомичните образци, получени от това, са погребани едва на 13 май 2019 г., след като са открити в имението на Стиве на гробището Dorotheenstadt в Берлин.
Новината за смъртта на сестра му, с която е изгубил контакт, подтиква нейния брат Ерих Мария Ремарк да се занимава с националсоциализма в работите си. Романът Der Funke Leben (1952) е посветен на сестра му. Той разбира за смъртта ѝ едва на 11 юни 1946 г.]
Във Федерална република Германия адвокатът Робърт В. Кемпнер, от името на Ремарк, се опитва да се свърже с прокуратурата в Западен Берлин, за да преследва оцелелите участници в процеса. В деня на смъртта на Ремарк, 25 септември 1970 г., Кемпнер получава решението за наемане на работа от Берлинския апелативен съд. Според Кемпнер прокуратурата дори не е разпитала тогавашния съдия Курт Лаш. Така Елфриде Шолц продължава да бъде осъдена. Смъртната присъда е отменена едва през 1998 г. със закон, отменящ неправомерните присъди на националсоциалистите в наказателното правораздаване.

## Памет
Нейният по-голям брат писателят Ерих Мария Ремарк, на екзекутираната си сестра посвещава романа си „Искрица живот“, издаден през 1952 година. 
- Remarque, Erich Maria. Spark of Life.   Ню Йорк, Random House Trade Paperbacks, 27 януари 1998. ISBN 9780449912515. p. 432. (на английски)